# Zmije Latasteova
Zmije Latasteova (Vipera latastei, Vipera lataste či Vipera latasti) je had z čeledi zmijovitých. Žije na Iberském poloostrově a v severozápadní Africe. Je pojmenovaná po francouzském herpetologovi Fernandu Latasteovi.

## Popis
Zmije Latasteova je charakteristická malým výrůstkem na nose, čímž se podobá zmiji růžkaté. Dorůstá délky 50 až 70 cm. I tento druh má typickou zmijovitou kresbu na hřbetě. Samec má klikatý pruh na zádech tmavohnědý, někdy černý, samice má proužek zelenavě hnědý, uprostřed obyčejně světlejší. Hlava je relativně velká, trojúhelníková a velmi zřetelně oddělená od krku.
Má účinný jed, a proto může být pro člověka nebezpečná. Avšak není vůbec útočná a je navíc velmi pomalá. K uštknutí dochází zřídka dokonce i tehdy, když na ni neopatrný člověk šlápne. 

## Rozšíření a biotop
Tato malá zmije obývá téměř celý Iberský poloostrov (Španělsko a Portugalsko), kromě úplně nejsevernější části, a vyskytuje se i v pobřežních oblastech severní Afriky, v Maroku a na severu Alžírska. Její přítomnost v Tunisku je nejistá. Obývá kamenitou krajinu, stráně, pahorkatiny, řidší lesy ale i pobřežní duny. Vystupuje až do nadmořské výšky 2780 m.

## Ekologie
Je živorodá, samice vrhá 2 až 13 mláďat, která po narození měří 14 až 18 cm. Samice rodí v průměru pouze jednou za tři roky. Mláďata se živí nejdříve hmyzem, později menšími ještěrkami. V druhém roce života už loví myši a jiné drobné hlodavce, případně ptáky. Kontrastně zbarvený (často do žluta) konec ocasu zřejmě používá k nalákání kořisti. V listopadu a prosinci se zmije Latasteova uchyluje do zimních úkrytů a přezimuje v nich dva až čtyři měsíce. Obvykle koncem února nebo v březnu tyto skrýše zase opouští a krátce poté nastává období páření. Délka zimního spánku se řídí podnebím země, kde zmije žijí. Nejdéle trvá zimní spánek u vysokohorských populací ve Španělsku.
Tato zmije je vedená jako zranitelný druh. Ohrožuje ji ztráta biotopu, pronásledování lidmi a usmrcování automobily.